# Heoclisis fulva
Heoclisis fulva är en insektsart som först beskrevs av Peter Esben-Petersen 1912. 
Heoclisis fulva ingår i släktet Heoclisis och familjen myrlejonsländor. Inga underarter finns listade i Catalogue of Life.